# Taeniophyllum trilobum
Taeniophyllum trilobum är en orkidéart som beskrevs av Rudolf Schlechter. Taeniophyllum trilobum ingår i släktet Taeniophyllum och familjen orkidéer. Inga underarter finns listade i Catalogue of Life.